# Gare de Tadmaït
La gare de Tadmaït est une gare ferroviaire algérienne située sur le territoire de la commune de Tadmaït, dans la wilaya de Tizi Ouzou.

## Situation ferroviaire
La gare est située au centre de la ville de Tadmaït, sur la ligne de Thénia à Oued Aïssi, où elle est précédée de la gare de Naciria et suivie de celle de Draâ Ben Khedda.

## Histoire
La gare est mise en service le 19 avril 2017 à la suite de la rénovation du tronçon Thénia - Tizi Ouzou de la ligne de Thénia à Oued Aïssi.

## Service des voyageurs

### Desserte
La gare de Tadmaït est desservie par les trains du réseau ferré de la banlieue d'Alger assurant les liaisons Alger - Oued Aïssi ou Thénia - Oued Aïssi.